# 谢克·米尔顿
马利克·本杰明·“谢克”·米尔顿（英語：Malik Benjamin "Shake" Milton，1996年9月26日—），绰号“狙击手谢克”（Sniper Shake），美国职业篮球运动员，最後效力于NBA洛杉磯湖人。

## 職業生涯
在2018年NBA选秀大会上，米尔顿在第二轮（总第54顺位）被达拉斯小牛队选中。随后，他被交易到费城76人队。
2024年7月4日，作為與布魯克林籃網簽約交易的一部分，與紐約尼克簽訂一份為期3年、價值916萬美元的合約。
2024年7月6日，紐約尼克與布魯克林籃網正式達成交易，米尔顿與博揚·波格丹諾維奇、馬馬迪·迪亞基特與4枚未保護首輪籤(2025、2027、2029、2031)、1枚受保護首輪籤(2025)(來自公鹿隊)、2028未保護首輪互換權、1枚第二輪選秀權(2025)被送往布魯克林籃網換取米卡爾·布里吉斯、凱塔·貝茲-迪奧普和胡安·巴勃羅·瓦萊特的選秀權以及一枚第二輪選秀權(2026)。